# Josip Posavec
Josip Posavec (Varaždin, 10 maart 1996) is een Kroatisch voetballer die als doelman speelt. Hij tekende in 2016 bij US Palermo.

## Clubcarrière
Posavec speelde in de jeugd bij onder meer Inter Zaprešić, waar hij in 2015 doorstroomde naar het eerste elftal. Hij speelde in totaal 25 competitieduels voor de Kroatische club. In januari 2016 betaalde US Palermo een half miljoen euro voor zijn diensten. Op 28 februari 2016 debuteerde de doelman in de Serie A tegen Bologna FC 1909. Prosavec kreeg in het seizoen 2016/17 een basisplaats en werd zo de nummer één bij Palermo.

## Clubstatistieken
| Seizoen     | Club           | Competitie  | Competitie | Competitie | Beker | Beker | Internationaal | Internationaal | Totaal | Totaal |
| Seizoen     | Club           | Competitie  | Wed.       | Dlp.       | Wed.  | Dlp.  | Wed.           | Dlp.           | Wed.   | Dlp.   |
| ----------- | -------------- | ----------- | ---------- | ---------- | ----- | ----- | -------------- | -------------- | ------ | ------ |
| 2013/14     | Inter Zaprešić | 2. HNL      | 2          | 0          | 0     | 0     | —              | —              | 2      | 0      |
| 2014/15     | Inter Zaprešić | 2. HNL      | 3          | 0          | 0     | 0     | —              | —              | 3      | 0      |
| 2015/16     | Inter Zaprešić | 1. HNL      | 20         | 0          | 0     | 0     | —              | —              | 20     | 0      |
| Club totaal | Club totaal    | Club totaal | 25         | 0          | 0     | 0     | 0              | 0              | 25     | 0      |
| 2015/16     | US Palermo     | Serie A     | 1          | 0          | 0     | 0     | —              | —              | 1      | 0      |
| 2016/17     | US Palermo     | Serie A     | 29         | 0          | 1     | 0     | —              | —              | 30     | 0      |
| 2017/18     | US Palermo     | Serie B     | 4          | 0          | 2     | 0     | —              | —              | 6      | 0      |
| Club totaal | Club totaal    | Club totaal | 34         | 0          | 3     | 0     | 0              | 0              | 37     | 0      |

Bijgewerkt op 21 september 2017

## Interlandcarrière
Poseavec kwam reeds uit voor diverse Kroatische nationale jeugdelftallen. In 2015 debuteerde hij in Kroatië –21.